# دالي ستيوارت
دالي ستيوارت (بالإنجليزية: Dale Stewart)‏ هو مغني وعازف قيثارة جنوب أفريقي، ولد في 30 نوفمبر 1979 في بيترماريتزبرغ في جنوب أفريقيا.

## وصلات خارجية
- دالي ستيوارت على موقع ميوزك برينز (الإنجليزية)
- دالي ستيوارت على موقع ديسكوغز (الإنجليزية)